# Radara tortola
Radara tortola là một loài bướm đêm trong họ Noctuidae.